# An Chang-rim
Pour les articles homonymes, voir An.
An Chang-rim est un judoka sud-coréen né le 2 mars 1994 à Kyoto. Il a remporté la médaille d'or des championnats du monde 2018.

## Palmarès

### Compétitions internationales
| Année | Compétition             | Lieu      | Résultat | Catégorie      |
| ----- | ----------------------- | --------- | -------- | -------------- |
| 2015  | Championnats asiatiques | Koweït    | 1er      | Moins de 73 kg |
| 2015  | Championnats du monde   | Astana    | 3e       | Moins de 73 kg |
| 2017  | Championnats asiatiques | Hong Kong | 1er      | Moins de 73 kg |
| 2017  | Championnats du monde   | Budapest  | 3e       | Moins de 73 kg |
| 2018  | Jeux asiatiques         | Jakarta   | 2e       | Moins de 73 kg |
| 2018  | Championnats du monde   | Bakou     | 1er      | Moins de 73 kg |